# Pompinhan (Tarn i Garona)
Pompinhan (en francès Pompignan) és un municipi francès situat al departament de Tarn i Garona i a la regió d'Occitània.

## Monuments

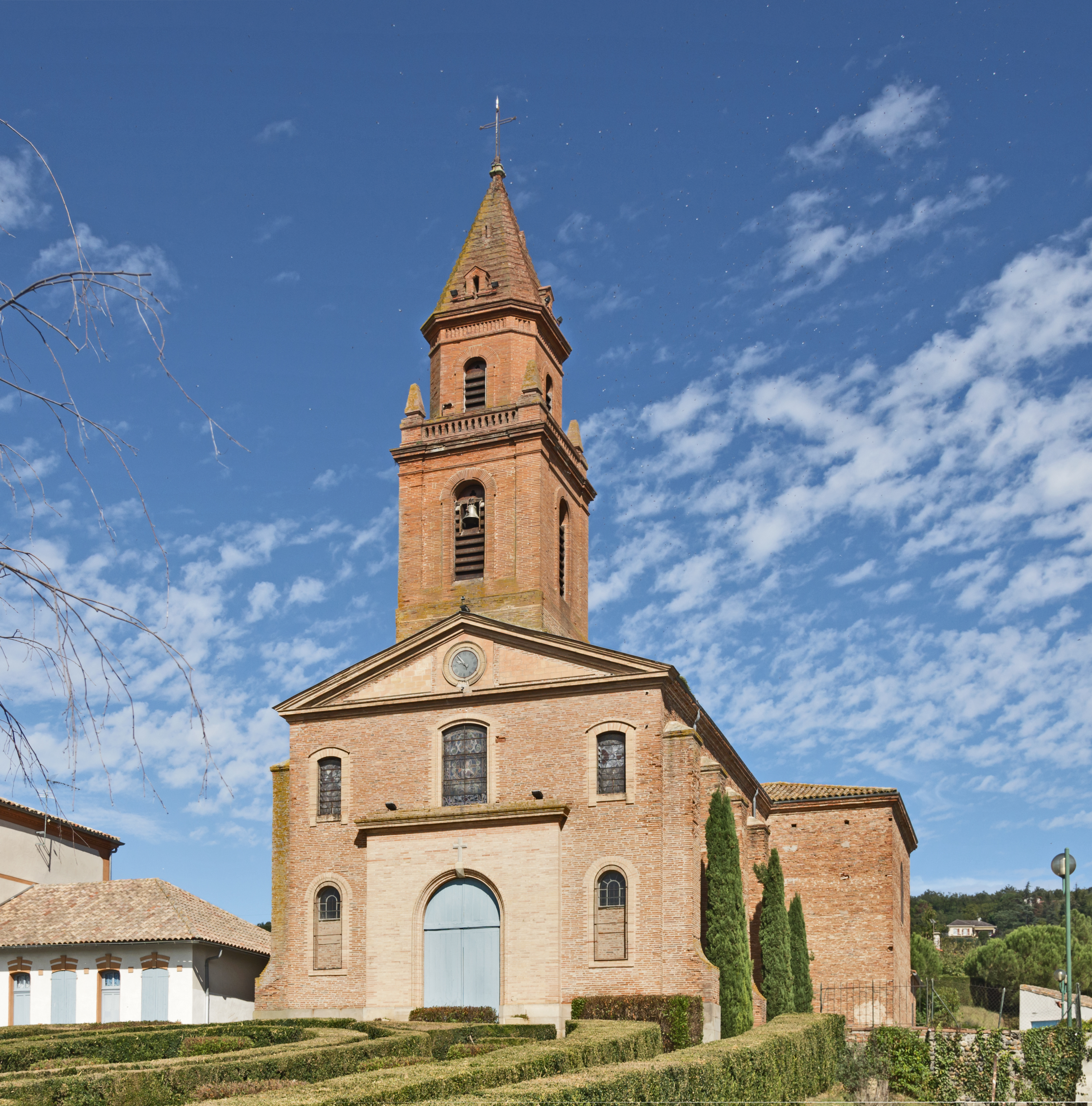
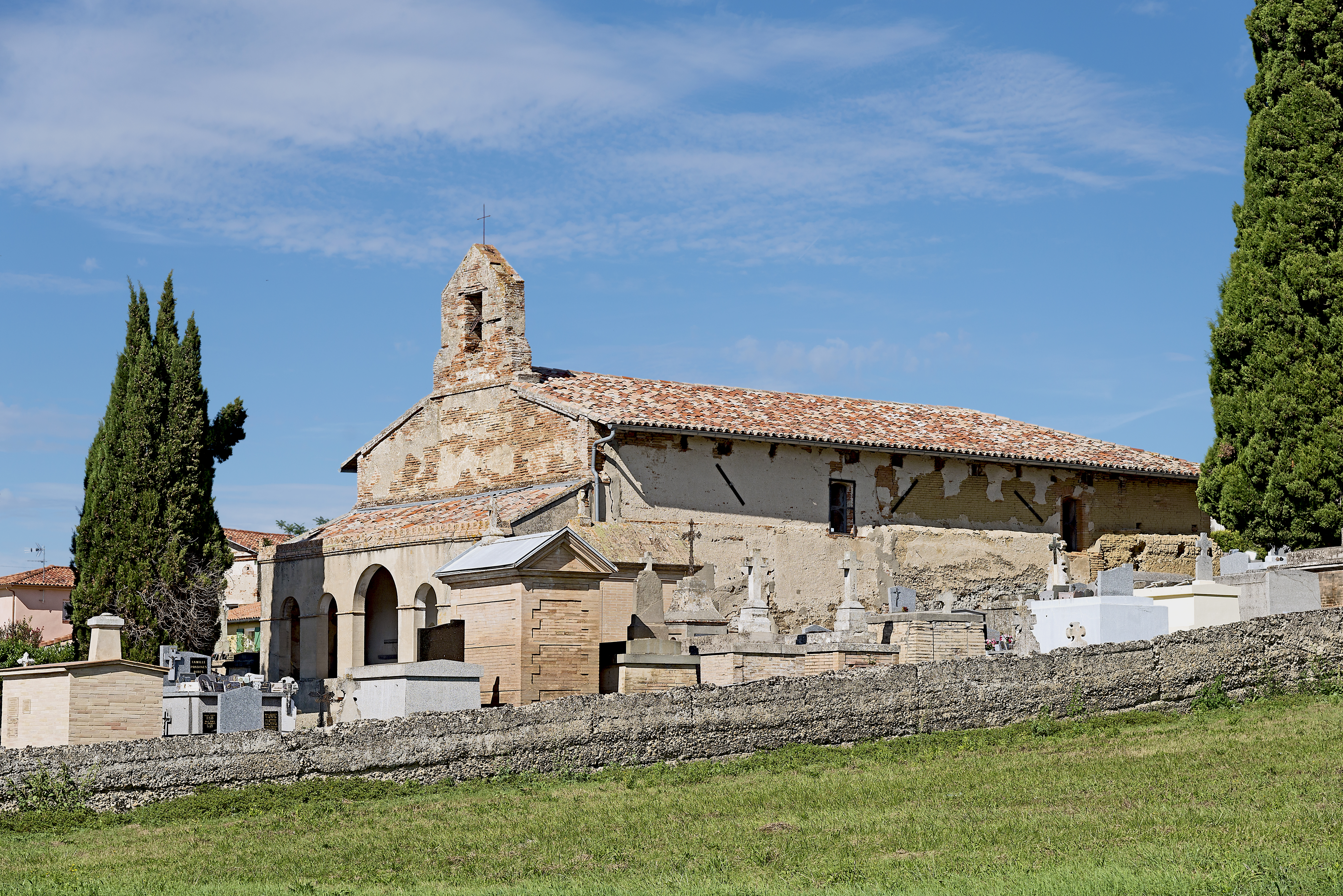
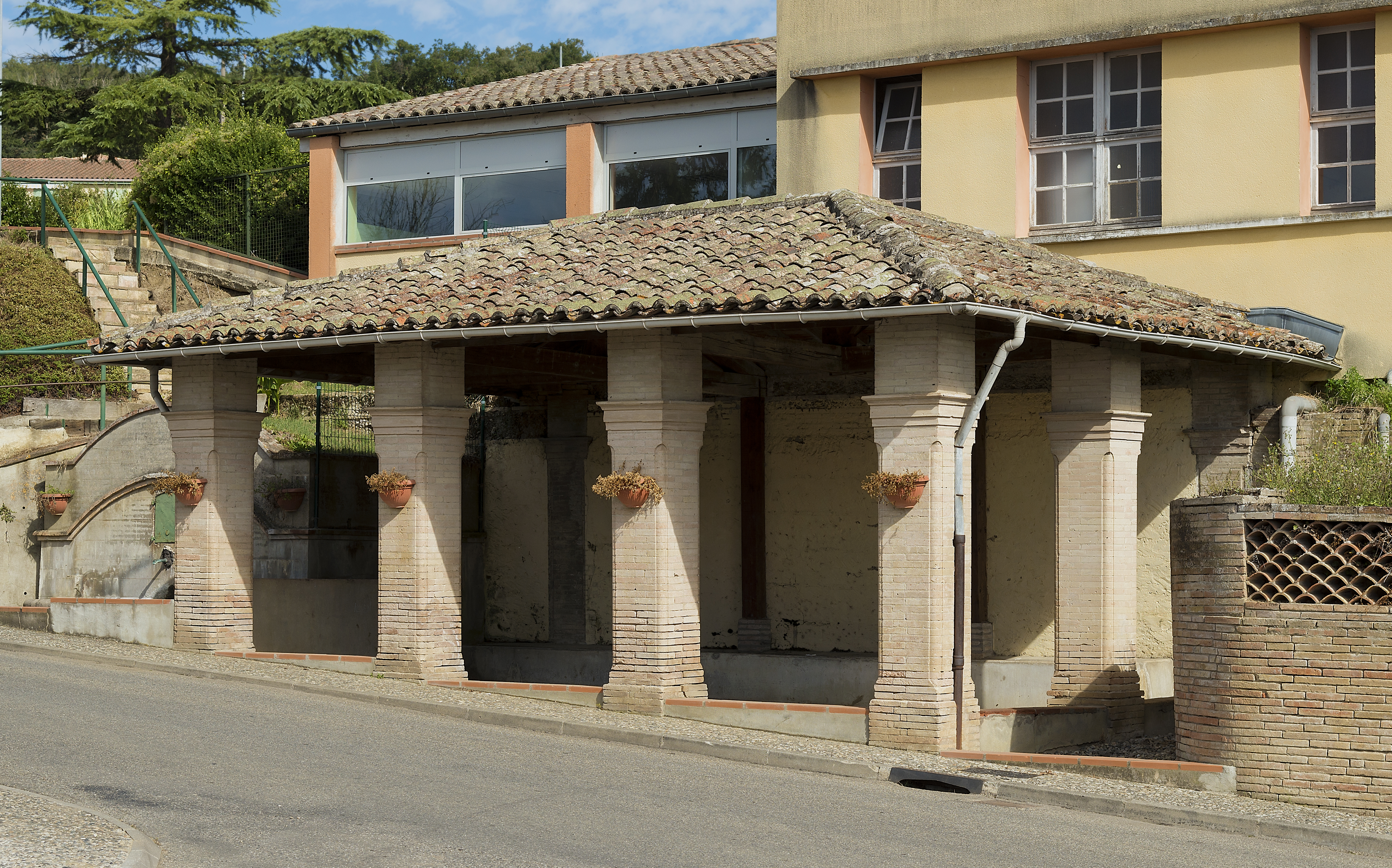

## Demografia
| 1962                                       | 1968 | 1975 | 1982 | 1990 | 1999  | 2007  |
| ------------------------------------------ | ---- | ---- | ---- | ---- | ----- | ----- |
| 439                                        | 509  | 558  | 731  | 864  | 1.012 | 1.311 |
| Des de 1962: població sense dobles comptes |      |      |      |      |       |       |

## Administració
| Període | Identitat    | Partit |
| ------- | ------------ | ------ |
| 2001-   | Alain Belloc |        |